# Ameinias de Atenas
Ameinias de Atenas (en antiguo griego Ἀμεινίας) fue el hermano pequeño de Esquilo, y de Cinegiro, héroe de la batalla de Maratón. Era de la demo ática de Pallene, de acuerdo con Heródoto, o de la de Decelea, según Plutarco. Se distinguió en la batalla de Salamina, vengando así la muerte de su hermano Cinegiro, en la batalla de Maratón, realizando el primer ataque contra las naves persas y persiguiendo también el barco de la reina Artemisia. Él y Eumenes fueron escogidos por realizar la acción más audaz de entre todos los atenienses. Claudio Eliano menciona que Ameinias evitó la condena de su hermano Equilo por parte del Areópago.